# Don't Panic (Coldplay)
Don't Panic è un singolo del gruppo musicale britannico Coldplay, il quarto estratto dal primo album in studio Parachutes e pubblicato il 19 marzo 2001.

## Pubblicazione
Il singolo, pubblicato in vari Paesi dell'Europa e in Australia, contiene come b-side i brani You Only Live Twice e Bigger Stronger eseguiti dal vivo in Norvegia.
Il brano è stato in seguito inserito nelle colonne sonore dei film Tre mogli di Marco Risi e La mia vita a Garden State di Zach Braff.

## Video musicale
Il videoclip, diretto da Tim Hope, inizia con un diagramma animato del ciclo dell'acqua, per poi mostrare i quattro componenti del gruppo, sotto forma di ritagli di carta bidimensionali, intenti a svolgere normali faccende domestiche. All'improvviso un disastro colpisce la terra sotto forma di inondazioni, vulcani e scosse elettriche.

## Tracce
CD singolo (Australia, Germania, Norvegia), 12" (Germania)
1. Don't Panic – 2:20
2. You Only Live Twice (Live from Norway) – 4:06
3. Bigger Stronger (Live from Norway) – 4:55

CD singolo (Danimarca)
1. Don't Panic – 2:19
2. Trouble (Live fra Vega i Danmark) – 4:36
3. Shiver (Live fra Vega i Danmark) – 5:25
4. Sparks (Live fra Vega i Danmark) – 4:05

CD singolo (Francia)
1. Don't Panic – 2:21
2. You Only Live Twice (Live from Norway) – 4:08
3. Don't Panic (OUI FM session acoustique 102.3 FM) – 2:34

CD singolo (Paesi Bassi)
1. Don't Panic – 2:21
2. Spies (Live op Lowlands 2000) – 6:13
3. Bigger Stronger (Live op Lowlands 2000) – 4:52
4. Yellow (Live op Lowlands 2000) – 4:33

Download digitale
1. Don't Panic – 2:20
2. You Only Live Twice (Live from Norway) – 4:06

## Formazione
- Chris Martin – voce, chitarra acustica
- Jonny Buckland – chitarra elettrica
- Guy Berryman – basso
- Will Champion – batteria

## Classifiche
| Classifica (2001) | Posizione massima |
| ----------------- | ----------------- |
| Italia            | 47                |
| Paesi Bassi       | 83                |